# Curtis Doebbler
Curtis F. J. Doebbler (* 1961 in Buffalo) ist ein US-amerikanischer Rechtsanwalt und Rechtswissenschaftler. Haupttätigkeitgebiet Doebblers ist das humanitäre Völkerrecht.

## Leben
Doebbler, der sowohl amerikanischer wie niederländischer Staatsbürger ist, studierte zunächst Englische Literatur und Journalismus an der Southern Methodist University in Dallas. Er schloss seine Studien dort 1984 mit den Graden eines Bachelor beziehungsweise eines Bachelor of fine arts ab. Es folgte ein Studium an der New York Law School, das er 1988 abschloss. Seither ist er rechtsanwaltlich im Bereich der internationalen Menschenrechte tätig. Zugelassen ist er in Washington, D.C. Er erlangte weiterhin 1994 den Grad eines Master of Laws an der Radboud-Universität Nijmegen und promovierte 1998 an der London School of Economics and Political Science über Völkerrecht.
Doebbler war 1989 bis 1991 ehrenamtlicher Berater des niederländischen Rates für Flüchtlingsfragen. 1992 bis 1997 war er Berater bei humanitären Projekten im Bereich des ehemaligen Jugoslawien. Er unterrichtete 1995 bis 1997 an der London School of Economics und 1997 auch an der Universität London als Gastdozent. 1996 war er Gastprofessor an der Universität Tuzla. August 1997 bis Ende 1998 war er Professor an der Universität Khartum und 1997 bis 1999 Berater im Beratergremium für Menschenrechtsfragen des sudanesischen Justizministeriums. Er beriet zudem 1997 UNICEF rechtlich im Sudan. 2000 bis 2002 unterrichtete er in der politwissenschaftlichen Fakultät der Amerikanischen Universität Kairo und war 2002 Gastprofessor an der Universität Priština. Januar bis Juni 2003 war er erneut Gastprofessor in Priština und Januar bis Juni 2004 Gastprofessor in Taschkent. 2005 wurde Doebbler an der An-Najah Nationaluniversität in Nablus zum Professor für Rechtswissenschaft berufen. Er vertritt seit Anfang 2007 die NGO Nord Sud XXI vor den Vereinten Nationen in Genf und in New York. Seit Oktober 2007 ist er zusätzlich Gastprofessor an der Geneva School of Diplomacy and International Relations und der Genfer Zweigstelle der Webster University.

## Anwaltliche Tätigkeit
Als Anwalt vertrat er unter anderem Saddam Hussein vor dem Sondertribunal im Irak. Er erklärte, dass er gerne unpopuläre Mandanten vertrete, da deren Rechte am ehesten missbraucht würden und solche Fälle am ehesten Prüfsteine für rechtsstaatliche Verfahren seien. Er vertritt die Ansicht, dass grundsätzlich jede Verletzung der Menschenrechte gerichtlich gesühnt werden müsse, aber auch jeder Angeklagte bei solchen Prozessen einen fairen Prozess und Verteidigung verdiene. Er beriet auch die Taliban in Afghanistan und vertrat Insassen des Gefangenenlagers in Guantanamo vor dem Obersten Gerichtshof der Vereinigten Staaten.